# Мензель-Хабіб
Мензель-Хабіб (араб. منزل الحبيب) — місто в Тунісі. Входить до складу вілаєту Габес. Знаходиться за 65 км від міста Габес. Станом на 2004 рік тут проживало 12 140 осіб.